# 田中重弘
田中 重弘（たなか しげひろ、1938年7月30日- 　）は、日本の文筆家、翻訳家。

## 来歴
和歌山県生まれ。和歌山県立和歌山工業高等学校染織科卒、上智大学文学部哲学科卒。 
染色工場を経営したのち1968年からウィーン大学で哲学、文学を学ぶ。1979年からハンガリーのブダペスト在住。 

## 著書
- 『女の世紀を旅した男 ルネサンス・ヨーロッパ見聞』北洋社 1980。全国書誌番号:80030911、NCID BN00994543。
- 『「ハムレット」の謎』講談社 1981。全国書誌番号:81044582、NCID BN02966072。
- 『シェークスピアは推理作家』文芸春秋 1982。全国書誌番号:82023271、NCID BN05463475。
- 『シェークスピアは欺しの天才』文芸春秋 1985。全国書誌番号:86004988、NCID BN00188023。
- 『西ドイツ車はなぜ世界一か』講談社 1985。ISBN 4062020688
- 『西ドイツ車は独走する 速度無制限の思想』講談社 1986。ISBN 4062029456
- 『ネスカフェはなぜ世界を制覇できたか』講談社 1988。ISBN 4061927779
- 『諸葛孔明と卑弥呼 「三国志」が解く古代史の謎』光風社出版 1989。ISBN 4875194412
- 『ドイツ商品はなぜ強いのか』講談社 1989。ISBN 406192835X
- 『ダイムラー・ベンツ日本への挑戦 なぜ三菱グループと手を組むのか』中経出版 1990。ISBN 480610471X
- 『東欧解体 スーパードイツ「第四帝国」の時代はくるか』ネスコ 1990。ISBN 4890367942
- 『モーツァルト・ノンフィクション』文芸春秋 1991。ISBN 4163454209

### 翻訳
- ハンス・バウマン作 ライナー・シュトルテ絵『どでかいサイがやってきた』評論社 児童図書館・絵本の部屋 1986。全国書誌番号:86059862、NCID BA81707260。
- バーナデット・ヴァーレリー『英国女性が考えた地球を守る1001の方法』中経出版 1991。ISBN 4806105015